# Französische Irland-Expedition
1792

Porrentruy – Marquain – Quiévrain – Verdun – Thionville – Valmy – Lille – Mainz (1792) – Jemappes
1793

Aldenhoven I – Namur – Neerwinden – Mainz (1793) – Famars – Valenciennes (1793) – Arlon (1793) – Hondschoote – Meribel – Avesnes-le-Sec – Pirmasens – Toulon – Fontenay-le-Comte – Cholet – Lucon – Trouillas – Dünkirchen – Le Quesnoy – Menin I – Wattignies – Weißenburg I – Biesingen – Kaiserslautern I – Weißenburg II
1794

Boulou – Landrecis – Menin II – Mouscron – Martinique – Guadeloupe – Tourcoing – Tournai – Kaiserslautern II – San-Lorenzo de la Muga – 13. Prairial – Fleurus – Kaiserslautern III – Vosges – Aldenhoven II
1795

Cornwallis’ Rückzug – Genua – Groix – Hyeres – Handschuhsheim – Mainz (1795) – Mannheim – Loano
1796

Montenotte – Millesimo – Dego – Mondovì – Lodi – Borghetto – Castiglione – Mantua – Siegburg – Altenkirchen – Wetzlar – Kircheib – Kehl – Kalteiche – Friedberg  – Malsch – Neresheim – Sulzbach – Deining – Amberg – Würzburg – Neufundland – Rovereto – Bassano – Limburg – Biberach I – Emmendingen – Schliengen – Caldiero – Arcole – Irland
1797

Fall von Kehl – Rivoli (1797) – St. Vincent – Diersheim – Santa Cruz – Neuwied – Camperduin
Die französische Irland-Expedition (französisch: Expédition d'Irlande, englisch: French expedition to Ireland) war ein erfolgloser Versuch der Französischen Republik, die verbotene Society of United Irishmen, eine irische Gruppierung zur Schaffung einer irischen Republik, bei ihren Plänen zu unterstützen, sich während der fortschreitenden Koalitionskriege gegen die britische Herrschaft zu erheben. Die Franzosen beabsichtigten, im Winter 1796–1797 eine große Expeditionstruppe in Irland zu landen, um sich mit den Vereinigten Iren zu verbünden und die Briten aus Irland zu vertreiben. Auf französischer Seite ging man davon aus, dass dies einen schweren Schlag für die britische Moral, das Prestige und die militärische Schlagkraft bedeuten würde und möglicherweise auch die erste Stufe einer eventuellen Invasion Großbritanniens selbst durch französische Truppen sein sollte. Zu diesem Zweck versammelte das Direktorium Ende 1796 eine Streitmacht von etwa 15.000 Soldaten in Brest unter General Lazare Hoche, um sich auf eine große Landung in der Bantry Bay im Südwesten der Insel im Dezember vorzubereiten.
Die Operation wurde in einem der stürmischsten Winter des 18. Jahrhunderts durchgeführt – Bedingungen, auf die die französische Flotte in keiner Weise vorbereitet war. Patrouillierende britische Fregatten beobachteten das Auslaufen der Flotte und benachrichtigten die britische Kanalflotte, die größtenteils in Spithead überwinterte. Die französische Flotte war beim Verlassen des Hafens mit widersprüchlichen Befehlen konfrontiert und verstreute sich über die Reede von Brest. Ein Schiff ging mit dem Verlust vieler Menschenleben verloren. Getrennt gelang es in der Folge dem größten Teil der französischen Flotte, die Bantry Bay bis Ende Dezember zu erreichen, allerdings zumeist mit kilometerweit Kursabweichungen.
Vor Ort konnten die Kommandeure nicht agieren, da amphibische Landungen aufgrund der Wetterbedingungen, die schlechtesten seit 1708, unmöglich waren. Innerhalb einer Woche hatte sich die Flotte aufgelöst, kleine Gruppen und einzelne Schiffe machten sich durch Stürme, Nebel und britische Patrouillen auf den Weg zurück nach Brest.
Den Briten wiederum gelang es weitgehend nicht, die französische Flotte vor, während oder nach dem Invasionsversuch entscheidend zu stellen. Einige von Cork aus operierende Schiffe kaperten zwar einzelne französische Kriegsschiffe und Transporter, aber die einzige nennenswerte britische Reaktion kam von Kapitän Sir Edward Pellew, der in der Aktion vom 13. Januar 1797 das französische Linienschiff Droits de l’Homme an Land treiben konnte, wobei über 1.000 Seeleute den Tod fanden. Insgesamt verloren die Franzosen 12 erbeutete oder zerstörte Schiffe und Tausende von Soldaten und Seeleuten ertranken, ohne dass ein einziger Mann Irland erreichte, abgesehen von den Kriegsgefangenen. Beide Marinen wurden von ihren Regierungen wegen ihres Verhaltens während des Feldzugs kritisiert, aber die Franzosen wurden ermutigt, 1798 einen zweiten Versuch zu starten, bei dem sie im August erfolgreich 2.000 Mann landeten, den irischen Aufstand jedoch nicht beeinflussen konnten und erneut eine beträchtliche Anzahl von Männern und Schiffen verloren.

## Hintergrund

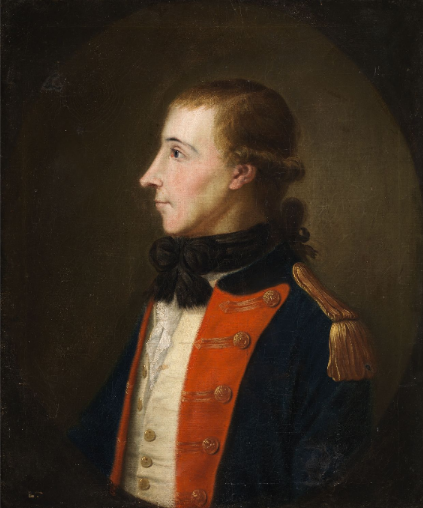
Porträt von Theobald Wolfe

Nach der Französischen Revolution von 1789 wurden demokratische Mitbestimmung und Unabhängigkeitsbestrebungen in vielen Ländern aufgegriffen, so auch im Königreich Irland, das damals vom Königreich Großbritannien regiert wurde. In Irland gab es seit Jahrhunderten Widerstand gegen die britische Herrschaft, aber das Vorbild Frankreichs, verbunden mit der Einführung der sog. Penal Laws, die die katholische Mehrheit sowie die presbyterianische Minderheit diskriminierten, hatte schließlich die Gründung der Society of United Irishmen, einer breiten überkonfessionellen Koalition von Gruppen, die eine irische Republik gründen wollten, zur Folge. Ursprünglich eine gewaltlose politische Bewegung, waren die Society 1793 bei Ausbruch des ersten Koalitionskriegs verboten worden und somit gezwungen, als Geheimbund zu agieren und kam schließlich zu dem Schluss, dass ihre einzige Hoffnung auf Gründung der Irischen Republik in einem bewaffneten Aufstand läge, und sie begann, im Verborgenen Streitkräfte zu organisieren und zu bewaffnen. Auf der Suche nach externer Hilfe reisten zwei ihrer Anführer, Lord Edward Fitzgerald und Arthur O’Connor, nach Basel, um sich mit dem französischen General Lazare Hoche zu treffen. Ihre Bemühungen wurden vom protestantischen Dubliner Anwalt Theobald Wolfe Tone unterstützt, der nach Paris reiste, um persönlich beim französischen Direktorium vorzusprechen. In dieser Zeit hob die britische Regierung einige Strafgesetze auf, um die Situation zu beruhigen.
Die Erste Französische Republik hatte schon längere Zeit eine Invasion der Britischen Inseln geplant, doch ihre Ambitionen waren wiederholt durch verschiedene Faktoren vereitelt worden, so etwa die Ereignisse an anderen Schauplätzen der Koalitionskriege, den Aufstand der Vendée und den desolaten Zustand der französischen Marine. Dieses letztgenannte Problem gab großen Anlass zur Sorge: Die französische Marine hatte schwer unter dem Niedergang ihres Offizierskorps während der Revolution gelitten und musste dann eine Reihe militärischer Rückschläge hinnehmen, die in der taktischen Niederlage in der Seeschlacht am 13. Prairial und im katastrophalen Winterfeldzug von 1795 (französisch: Croisière du Grand Hiver) endeten. Nachdem das neue französische Direktorium 1795 aber an mehreren Fronten den Frieden gesichert hatte, entschied es, dass Großbritannien einer ihrer gefährlichsten verbliebenen Gegner sei, und beschloss, es durch eine Invasion zu besiegen.
Der Vortrag von Theobald Wolfe Tone hatte in diesem Zusammenhang großes Interesse beim Direktorium erregt, das sich darüber im Klaren war, dass Irland der am wenigsten verteidigte Teil der britischen Inseln war. Die Unterstützung für die britische Regierung war dort am schwächsten und die United Irishmen behaupteten optimistisch, sie könnten eine irreguläre Armee von bis zu 250.000 Mann aufstellen, die darauf warteten, sich den Franzosen anzuschließen, sobald diese gelandet wären. Daneben wäre die Gründung der Irischen Republik auch ideologisch ein Coup für die Französische Republik gewesen. Schließlich und vor allem hätte eine große Expeditionstruppe in Irland auch ein ideales Sprungbrett für eine Invasion in Großbritannien darstellen können, insbesondere in Kombination mit einem damals in Entwicklung befindlichen Plan, 2.000 irreguläre Truppen (hauptsächlich Sträflinge auf Bewährung) in Cornwall zu landen, um die britische Armee während der Invasion in Irland abzulenken und damit möglicherweise auch dort schon einen Brückenkopf für zukünftige Operationen zu gewinnen.

## Vorbereitung
Mit dem Ende des Aufstandes in der Vendée und dem Frieden mit Spanien wurden beträchtliche französische Streitkräfte für die Operation bereitgestellt, die von General Hoche angeführt werden sollte und für Ende Oktober 1796 geplant war. Hoche hatte den Ruf eines erfolgreichen Militärbefehlshabers, der bereits die Operation gegen die Vendée-Royalisten erfolgreich geführt hatte und anschließend an der Planung der Invasion in Cornwall beteiligt war. Eine Truppe erfahrener Soldaten und die gesamte französische Atlantikflotte wurden ihm mit Ausgangspunkt im großen Atlantikhafen von Brest zur Verfügung gestellt. Die Zahl der für die Invasion vorgesehenen Soldaten ist nicht geklärt. Das französische Direktorium schlug vor, dass 25.000 Mann erforderlich wären, die irischen Delegierten bestanden darauf, dass 15.000 ausreichen würden. Schätzungen über die Zahl der letztendlich eingeschifften Soldaten liegen zwischen 13.500 und 20.000 (vgl. Kapitel Anmerkungen.)
Im August lag die Operation bereits hinter dem Zeitplan zurück: Schwerwiegende Engpässe bei Nachschub und Soldzahlungen behinderten die Vorbereitungen auf den Werften von Brest, während sich die für die Invasion in Cornwall vorgesehenen Truppen als unzuverlässig erwiesen und in großer Zahl desertierten. Eine praktische Übung der Invasionsflotte für Cornwall endete gleichfalls mit einem völligen Misserfolg, da sich herausstellte, dass die für die Operation vorgesehenen kleinen Schiffe nicht in der Lage waren, auf offener See zu operieren. Der Plan wurde schließlich verworfen und die verbliebenen zuverlässigen Soldaten der Einheit wurden in die irische Expeditionstruppe eingegliedert, der Rest kehrte ins Gefängnis zurück.
Auch die Verstärkung durch die Mittelmeerflotte verzögerte sich: Sieben Schiffe der Expedition unter dem Kontra-Amiral Joseph de Richery mussten vor dem britischen Blockadegeschwader in Rochefort Schutz suchen und kamen erst am 8. Dezember in Brest an, während ein zweites Geschwader unter dem Konteradmiral Pierre de Villeneuve erst eintraf, als das Expeditionskorps bereits abgezogen war.
Die Verzögerungen der Vorbereitungen hielten bis Ende 1796 an. Hoche machte öffentlich das Marinekommando und insbesondere Vizeadmiral Villaret de Joyeuse für die Verzögerung verantwortlich, dem er vorwarf, er sei mehr an der Planung einer geplanten Invasion in Indien interessiert. Im Oktober wurde Villaret durch Vizeadmiral Morard de Galles ersetzt und die Indien-Pläne wurden annulliert, während Hoche das direkte Kommando über die Mannschaften der Flotte erhielt. In der zweiten Dezemberwoche war die Flotte einsatzbereit und bestand aus 17 Linienschiffen, 13 Fregatten und 14 anderen Schiffen, darunter mehrere große Transportschiffe, wofür ältere Fregatten, denen man die Bewaffnung entfernt hatte, um den Laderaum zu maximieren, umfunktioniert wurden. Jedes Linienschiff beförderte 600 Soldaten, die Fregatten 250 und die Transportschiffe etwa 400. Dazu gehörten Kavallerieeinheiten, Feldartillerie und umfangreicher Nachschub, mit denen die erwarteten Tausende irischen Freiwilligen bewaffnet werden sollten. Hoche war allerdings immer noch unzufrieden und gab dem Direktorium am 8. Dezember gegenüber an, dass er seine Männer lieber zu einer anderen Operation als dem geplanten Angriff auf Irland führen würde. Er wurde von Morard de Galles unterstützt, der zugab, dass seine Männer auf See so unerfahren seien, dass Begegnungen mit dem Feind nach Möglichkeit vermieden werden sollten.

## Die Expedition

### Aufbruch
Trotz der Bedenken der Expeditionskommandanten verließ die Flotte Brest wie geplant am 15. Dezember 1796 und damit einen Tag vor einer Nachricht des Direktoriums, die gesamte Operation abzusagen. De Galles wusste, dass die Briten den Hafen von Brest beobachteten: Ihre Fregatten waren als Teil eines in Küstennähe liegenden Blockadegeschwaders ständig präsent. Um die Absichten seiner Truppen zu verschleiern, ließ er zunächst in der Bucht von Camaret ankern und gab seinen Schiffen den Befehl, den Raz de Sein zu passieren. Der Raz war ein gefährlicher, schmaler Kanal, der mit Felsen und Sandbänken übersät und bei schlechtem Wetter starker Brandung ausgesetzt war, aber bei einer Passage auch die Größe, Stärke und Richtung der französischen Flotte vor dem britischen Küstengeschwader verbergen würde, von dem französische Späher behaupteten, dass dieses aus 30 Schiffen bestand.
Entgegen diesen französischen Berichten waren die meisten britischen Schiffe der Blockade in der Nacht des 15. Dezember nicht vor Brest eingesetzt. Der größte Teil der Flotte hatte sich in einen der britischen Kanalhäfen zurückgezogen, um den Winterstürmen zu entgehen. Das verbliebene Geschwader unter Konteradmiral John Colpoys war gezwungen, sich 40 Seemeilen (74 km) in den Atlantik zurückzuziehen, um der Gefahr zu entgehen, während eines Sturms an die felsige Küste der französischen Biskaya getrieben zu werden. Insofern waren die einzigen britischen Schiffe in Sichtweite vor Brest ein Fregattengeschwader, bestehend aus HMS Indefatigable, HMS Amazon, HMS Phoebe, HMS Révolutionnaire und dem Kutter HMS Duke of York, unter dem Kommando von Kapitän Edward Pellew auf der Indefatigable. Pellew hatte am 11. Dezember die französischen Vorbereitungen zur Kenntnis genommen und schickte umgehend die Phoebe, um Colpoys zu benachrichtigen und die Amazon nach  Falmouth, um die Admiralität zu alarmieren. Er blieb mit dem Rest des Geschwaders vor Brest und sichtete am 15. Dezember um 15:30 Uhr die französische Hauptflotte und folgte ihnen mit seinen Fregatten in Richtung Camaret Bay, um deren Größe und Einsatzzweck festzustellen. Als die Franzosen die Bucht am 16. Dezember um 15:30 Uhr verließen, beobachtete Pellew auch dies und entsandte die Revolutionnaire, um der Phoebe bei der Suche nach Colpoys zu helfen.

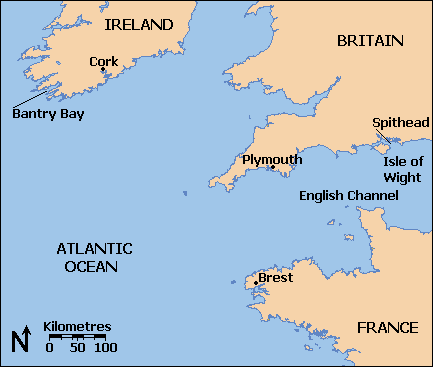
Die sog. Western Approaches der britischen Inseln. Die französische Flotte war während des Feldzugs über dieses Gebiet verstreut.

Morard de Galles hatte den größten Teil des 16. Dezembers damit verbracht, sich auf die Durchfahrt durch den Raz de Sein vorzubereiten, provisorische Feuerschiffe im Kanal zu positionieren, um vor Gefahren zu warnen und während der Durchfahrt Anweisungen zum Einsatz von Signalraketen zu geben. Die Weiterfahrt der Flotte verzögerte sich bei dieser Arbeit so sehr, dass es bereits dunkel wurde, bevor die Vorbereitungen abgeschlossen waren. Er gab den Plan gegen 16:00 Uhr auf und gab der Flotte das Zeichen, den Hafen über den Hauptkanal zu verlassen, wobei er mit seinem Flaggschiff, der Fregatte Fraternité voraussegelte. Als das Signal gegeben wurde, war es so dunkel, dass die meisten Schiffe es nicht sehen konnten; die Fraternité und die Korvette Atalante versuchten eine weitere Benachrichtigung per Raketensignal, aber auch diese Signale waren verwirrend und einige Schiffe fuhren eher zum Raz de Sein als zum Hauptkanal. Pellew verschlimmerte das Problem noch, indem er sich mit blauem Licht und eigenen Raketensignalen an der Flotte vorbeisegelte, was die französischen Kapitäne noch mehr über ihren Standort verwirrte.
Am 17. Dezember morgens war der größte Teil der französischen Flotte über die Zugänge zu Brest verstreut. Die größte intakte Gruppe mit neun Linienschiffen, sechs Fregatten und einem Transportschiff hatte unter Vizeadmiral François Joseph Bouvet das Raz de Sein passiert. Die anderen Schiffe, darunter auch die Fraternité, die auch General Hoche beförderte, waren allein oder in kleinen Gruppen unterwegs. Die Schiffskommandanten erzwangen daraufhin an Bord die Offenlegung ihrer geheimen Befehle, um ihr Ziel herauszufinden, da sie keine Anweisungen von irgendwelchen befehlshabenden Offizieren erhalten konnten. Ein Schiff war verloren gegangen: das 74-Kanonen-Linienschiff Séduisant war in der Nacht auf den Felsen Grand Stevenent gelaufen und mit 680 Todesopfern gesunken. Auch sie hatte zahlreiche Raketen und Signalgeschütze abgefeuert, um Aufmerksamkeit zu erregen, was die Verwirrung in der Flotte nur noch verstärkte. Pellew, der nun nicht mehr in der Lage war, die große französische Streitmacht zu überblicken, segelte nach Falmouth, um der Admiralität seinen Bericht via optischer Telegraphie zu übermitteln und seine Vorräte aufzufüllen.

### Überfahrt nach Irland
Bis zum 19. Dezember hatte Bouvet 33 Schiffe versammelt und Kurs auf den vorgesehenen Treffpunkt Mizen Head in Südirland genommen. Dort wurde er durch seinen versiegelten Befehl angewiesen, fünf Tage auf weitere Anweisungen aus Frankreich zu warten. Eines der noch fehlenden Schiffe war die Fraternité. Somit fuhr die französische Flotte trotz des Verschwindens ihrer Kommandeure weiter zur Bantry Bay und erreichte nach einigen Verzögerungen durch starken Wind und dichten Nebel ihr Ziel am 21. Dezember. Währenddessen durchquerte die Fraternité die sog. Western Approaches auf der Suche nach der Flotte, begleitet von der Nestor, der Romaine und der Cocarde. De Galles passierte unbemerkt Bouvets Flotte im Nebel und trennte sich am 21. Dezember in der Nähe des Treffpunkts von seinem kleinen Geschwader. Als er unmittelbar darauf auf eine britische Fregatte traf, musste er der Bedrohung weit in den Atlantik ausweichen. Auf dem Rückweg zur Bantry Bay stand der Wind ungünstig und die Fraternité benötigte weitere acht Tage, bis Mizen Head erreicht wurde.
Auf britischer Seite fand die ausgesandte Phoebe Colpoys erst am 19. Dezember tief im Golf von Biskaya. Am folgenden Tag sichtete er das verspätete französische Geschwader unter Villeneuve und nahm die Verfolgung auf, doch Villeneuve konnte Colpoy in einem Sturm hinter sich lassen und erreichte Lorient vor den Briten, deren Schiffe durch den Sturm schwer beschädigt wurden. Colpoys konnte den Einsatz nicht fortsetzen und musste sich zur Reparatur nach Spithead zurückziehen. Die Reaktion der Kanalflotte unter Lord Bridport war ebenfalls wirkungslos. Die Nachricht vom Aufbruch der Franzosen aus Brest erreichte Plymouth, den westlichsten Hafen der britischen Flotte, erst am 20. Dezember. Viele der in Spithead stationierten Schiffe von Bridport waren nicht seebereit und es dauerte mehrere Tage, bis genügend Schiffe bemannt und für den Einsatz ausgerüstet waren. Der Befehl zum Verlassen des Hafens wurde am 25. Dezember erteilt, doch die Flotte geriet fast sofort ins Chaos, als das große Linienschiff 2. Ranges HMS Prince außer Kontrolle geriet und mit dem 80-Kanonen-Schiff HMS Sans Pareil kollidierte. Fast zur gleichen Zeit wurde HMS Formidable, ebenfalls ein Linienschiff 2. Ranges, durch starke Winde in die erstrangige Ville de Paris mit 100 Kanonen gedrückt, während HMS Atlas mit 98 Kanonen auf Grund lief. Alle fünf Schiffe mussten für umfangreiche Reparaturen ins Dock, wodurch Bridport seine stärksten Schiffe verlor und seine Abfahrt noch weiter verzögerte. Als er schließlich St. Helens auf der Isle of Wight erreichte, den Abfahrtsort aus dem Solent, wehte der Wind aus westlicher Richtung und seine verbleibenden acht Schiffe waren bis zum 3. Januar bewegungsunfähig.
In der Bantry Bay gaben in Abwesenheit von Morard de Galles und Hoche stattdessen Bouvet und der ebenfalls anwesende General Emmanuel de Grouchy der Flotte am 21. Dezember den Befehl, vor Anker zu gehen, um sich auf die Landungen am folgenden Tag vorzubereiten. Lokale Seelotsen, die glaubten, die Flotte sei britisch, ruderten zu den Schiffen und wurden gefangen genommen, um so die Franzosen zu den besten Landeplätzen zu führen. In der Nacht des 21. Dezember verschlechterte sich das Wetter plötzlich und erheblich. Atlantikstürme brachten Schneestürme mit sich, die die Sicht zur Küste verdeckten und die Flotte zum Ankern zwangen, da sie andernfalls Gefahr lief, zerstört zu werden. Sie blieben im kältesten Winter seit 1708 vier Tage lang in der Bucht. Die unerfahrenen französischen Seeleute, denen jegliche Winterkleidung fehlte, waren nicht in der Lage, ihre Schiffe zu bedienen. An Land wurden örtliche Milizkräfte vom örtlichen Landbesitzer Richard White zusammengestellt, die in Erwartung der französischen Landung gegen diese Stellung bezogen. Am 24. Dezember ließ der Wind nach und die leitenden Offiziere der Expedition hielten einen Kriegsrat zur Erörterung des weiteren Vorgehens ab. Gemeinsam beschlossen sie, trotz des Wetters eine Landung zu erzwingen, identifizierten eine nahegelegene Bachmündung als sichersten Punkt und gaben den Befehl, die Operation bei Tagesanbruch am 25. Dezember durchzuführen. In der Nacht verschlechterte sich das Wetter erneut und am Morgen waren die Wellen so heftig, dass sie über den Bug vieler Schiffe brachen. Anker wurden gezogen und mehrere Schiffe wurden direkt aus der Bucht in den Atlantik getrieben und konnten nicht gegen den Wind zurückkehren. Bei dem Sturm kollidierte das 80-Kanonen-Linienschiff Indomptable mit der Fregatte Résolue und beide erlitten schwere Schäden. Parallel wurde HMS Monarch, das Flaggschiff von Vizeadmiral George Elphinstone, der von der erfolgreichen Invasion der bis dahin niederländischen Kapkolonie zurückkehrte, vom Sturm heimgesucht, durchquerte die französische Flotte, ohne sich der Gefahr bewusst zu sein, und ankerte schließlich im nahegelegenen Crookhaven.

### Zusammenbruch der Expedition

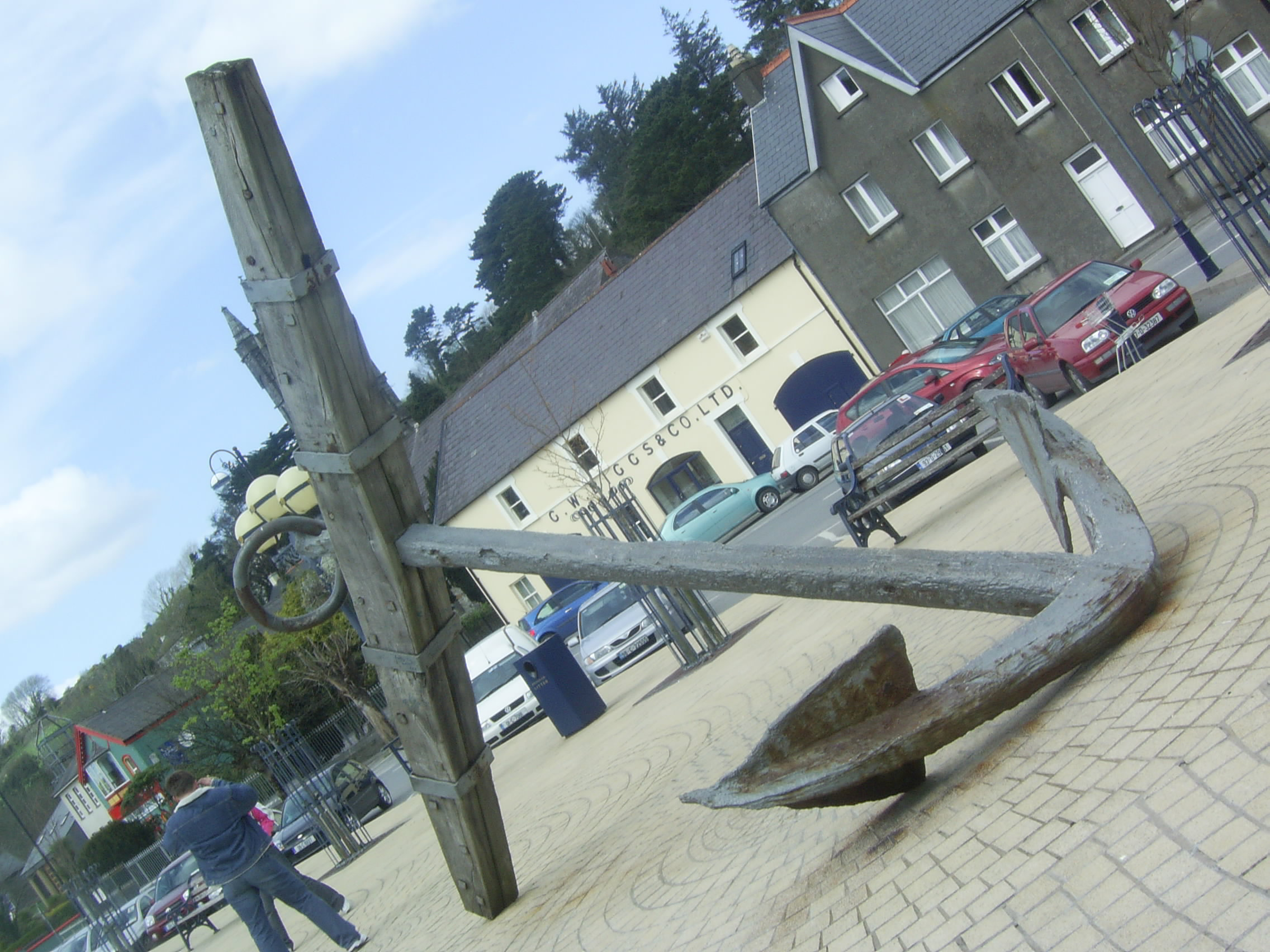
Anker der französischen Expedition von 1796, 1981 nordöstlich von Whiddy Island, Bantry Bay, entdeckt.

Vier weitere Tage lang wurden Bouvets Schiffe von den starken Winden heimgesucht, und keines von ihnen konnte sich der Küste nähern, ohne ernsthaft Gefahr zu laufen, an der felsigen Küste aufzulaufen. Viele Schiffe verloren ihre Anker, als die Taue rissen, drehten vor dem Wind ab und zerstreuten sich in dem Gebiet der westlichen Zufahrten. Andere wurden zerstört: ein amerikanisches Schiff namens Ellis, das am 29. Dezember in der Nähe von Crookhaven vorbeifuhr, traf auf ein Schiff, das entmastet stark in den Wellen stampfte und dessen Deck mit Leichen übersät war. Der Kapitän Harvey berichtete, dass er sich dem Schiff genähert habe, ihm aber aufgrund des Sturms nicht helfen konnte, und während er nur zusehen konnte, wurde das Schiff an Land getrieben und zerstört. Es handelte sich dabei um die 44-Kanonen-Fregatte Impatiente, von deren 550 Besatzungsmitgliedern und eingeschifften Soldaten nur sieben Männer überlebten. Harvey gab auch an, wie er auf die Revolution und die Fregatte Scévala gestoßen sei. Kapitän Pierre Dumanoir Le Pelley war gerade dabei, die Besatzung und die Passagiere von der Scévala abzuziehen, bevor das Schiff auf Grund lief, da die 40-Kanonen-Fregatte durch das schwere Wetter unmanövrierbar geworden war. Die Ellis war nicht das einzige Schiff, das die Revolution entdeckte. Die lange verspätete Fraternité begegnete den Schiffen und beobachtete die Zerstörung der Scévala, die ausbrannte, nachdem sie verlassen worden war.
Auch Bouvet war während des Sturms mit seinem Flaggschiff Immortalité vor die Küste getrieben worden. Als der Wind am 29. Dezember schließlich nachließ, beschloss er, die Operation abzubrechen. Er gab den Schiffen in Sichtweite ein Zeichen und befahl seinem verbleibenden Geschwader, nach Südosten in Richtung Brest zu segeln. Einige Schiffe empfingen die Nachricht nicht und fuhren weiter zum zweiten Treffpunkt vor dem Fluss Shannon, aber es waren nur wenige und verstreut und in den anhaltenden Stürmen war keine Landung möglich. Da die Vorräte zur Neige gingen, kehrten auch diese Schiffe um und fuhren nach Brest, als sich das Wetter erneut verschlechterte. Gerade als ihre Expeditionstruppe in Richtung Heimat abgesegelt war, erreichten Morard de Galles und Hoche am 30. Dezember die Bantry Bay und mussten feststellen, dass die Flotte verschwunden war. Da ihre eigenen Vorräte fast erschöpft waren, kehrten auch die Fraternité und die Révolution nach Frankreich zurück. Die britische Reaktion auf den Invasionsversuch blieb weiterhin weitgehend aus. Colpoys kam erst am 31. Dezember in Spithead an, nur sechs seiner Schiffe befanden sich noch in Formation. Nur eine Handvoll in Cork stationierter Schiffe unter Konteradmiral Robert Kingsmill, hauptsächlich HMS Polyphemus unter Kapitän George Lumsdaine und ein Fregattengeschwader störten die französische Flotte: die Polyphemus beschlagnahmte am 30. Dezember den Transporter Justine und HMS Jason kurz darauf den Transporter Suffren. Dieser wurde allerdings später von der französischen Fregatte Tartu zurückerobert.

### Rückzug
Die ersten französischen Schiffe, die nach Brest zurückkehrten, trafen am 1. Januar ein, darunter Bouvets Flaggschiff die Immortalité, begleitet von der Indomptable, der Redoutable, der Patriote, der Mucius, der Fougueux und einigen kleineren Einheiten. Sie hatten jeglichen Kontakt mit britischen Kriegsschiffen vermieden und konnten in einer Zeit relativ ruhigen Wetters eine gute Geschwindigkeit erreichen. In den folgenden Tagen kamen die französischen Schiffe, die sich vor dem Shannon versammelt hatten, nach Hause, alle schwer beschädigt aufgrund der zunehmend rauen See und den starken Winden. Mehrere Schiffe kehrten überhaupt nicht nach Frankreich zurück, darunter die Fregatte Surveillante, die am 2. Januar in der Bantry Bay versenkt wurde. Viele der an Bord befindlichen Personen, darunter General Julien Mermet und 600 Kavalleristen, wurden von Booten der verbliebenen französischen Flotte gerettet, während andere an Land gingen, und in Kriegsgefangenschaft gerieten. Am 5. Januar holte die Polyphem die Fregatte Tartu mit 44 Kanonen und 625 Mann (einschließlich Truppen) ein und nahm sie nach vierstündigem Kampf als Prise. Die Royal Navy nahm sie später als HMS Uranie in Dienst. Die Polyphem erbeutete auch einen weiteren Transporter, doch da das Wetter schlecht war und die Nacht hereinbrach, konnte sie ihn nicht in Besitz nehmen. Ihr Kapitän Lumsdaine berichtete später, dass der Transporter undicht war und Notsignale aussendete, er jedoch nicht helfen konnte. Er hielt es für sehr wahrscheinlich, dass sie gesunken war. Möglicherweise handelte es sich dabei um den Transporter Fille-Unique, der am 6. Januar im Golf von Biskaya sank. Das Schicksal der 300 Soldaten an Bord ist unbekannt.
Am 7. Januar kaperten die britischen Fregatten HMS Unicorn unter Kapitän Sir Thomas Williams, HMS Doris unter Kapitän Charles Jones und HMS Druid unter Kapitän Richard King das Transportschiff Ville de Lorient, Druid und eskortierten die Prise zurück nach Cork. Am nächsten Tag trafen die Unicorn und die Doris auf einen Teil der Truppe, die versucht hatte, am Shannon zu landen. Da sie zahlenmäßig unterlegen waren, zogen sich die Fregatten nach Westen zurück und trafen auf die angeschlagene Révolution und Fraternité, die sich wiederum vor ihnen zurückzogen. Dies hinderte Morard de Galles und Hoche daran, sich zufällig ihrem heimkehrenden Geschwader anzuschließen, und brachte sie von deren Route zurück nach Frankreich ab. Als die Unicorn und die Doris am nächsten Morgen wieder auftauchten, waren sie als Späher für die Flotte von Bridport tätig, die zu Beginn des neuen Jahres endlich den Hafen verlassen hatte und in der Nacht auf die Fregatten gestoßen war. Die Révolution und die Fraternité entkamen der Verfolgung allerdings im Nebel, segelten direkt nach Frankreich und kamen am 13. Januar in Rochefort an.
Die Mehrheit der verbleibenden französischen Schiffe hatte Brest am 11. Januar erreicht, darunter die Constitution, diei Trajan, die Pluton, die Wattignies und die Pégase, wobei letztere die fast ganz zerstörte Résolue in Schlepp genommen hatte. Am 13. Januar kehrten die meisten der übrigen zurück, darunter die Nestor, die Tourville, die Éole und die Cassard mit ihren begleitenden Fregatten, während die Fregatte Bravoure allein in Lorient ankam. Die Verluste gingen weiter, als sich die Franzosen Brest näherten. Die entwaffnete Suffren wurde von der HMS Daedalus vor Ouessant zurückerobert und am 8. Januar in Brand gesteckt, während die Atalante am 10. Januar von der HMS Phoebe einholt und als Prise genommen wurde. Am 12. Januar wurde das Lagerschiff Allègre von der Brigg HMS Spitfire gekapert.

### Das Schicksal derDroits de l’Homme
Bis zum 13. Januar war die gesamte französische Flotte in Häfen Frankreichs erfasst, mit Ausnahme des 74-Kanonen-Schiffes Droits de l’Homme und der kleinen Brigg Mutine, die bis nach Santa Cruz gelaufen war und dort im Juli gekapert wurde.  Die Droits de l’Homme gehörte zu den Schiffen unter Bouvet in der Bantry Bay und dann zu denen, die weiter zum Shannon fuhren, aber als sich die Flotte dort auflöste, wurde sie von den anderen Schiffen getrennt. Da die Vorräte zur Neige gingen und Landungen immer noch unmöglich waren, beschloss Kapitän Jean-Baptiste Raymond de Lacrosse, selbstständig nach Frankreich zurückzukehren. Das Vorankommen war langsam, da die Droits de l’Homme mit 1.300 Mann überlastet war, darunter 800 Soldaten unter General Jean Humbert. Sie wurde noch weiter verzögert, als sie einem kleinen britischen Kaperfahrer Cumberland begegnete und diesen als Prise nehmen konnte. Infolgedessen hatte Lacrosse Ouessant erst am 13. Januar erreicht, wo er auf denselben Nebel traf, der es Révolution und der Fraternité ermöglicht hatte, sich in Sicherheit zu bringen.

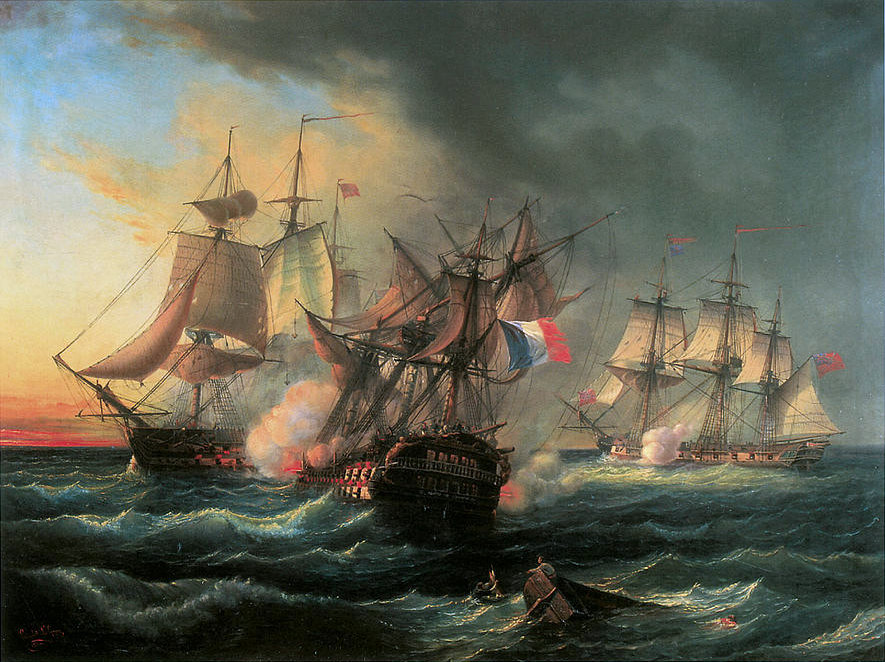
Schlacht zwischen dem französischen Kriegsschiff Droits de l’Homme und den Fregatten Amazon und Indefatigable, 13. und 14. Januar 1797. Gemälde von Leopold Le Guen.

Um 13:00 Uhr tauchten zwei Schiffe aus der Dunkelheit im Osten auf und Lacrosse drehte lieber ab, als die Leben seiner Crew und das der eingeschifften Soldaten in einem sinnlosen Gefecht aufs Spiel zu setzen. Die Schiffe folgten ihnen und es stellte sich bald heraus, dass es sich um die Fregatten Indefatigable unter Pellew und die Amazon unter Kapitän Robert Carthew Reynolds handelte, die in Falmouth Nachschub übernommen hatten und dann zu ihrer Station vor Brest zurückgekehrt waren. Als die Droits de l’Homme nach Südwesten steuerte, verstärkte sich der Wind noch einmal und die See wurde unruhig, was Lacrosse daran hinderte, die Stückpforten auf seinem Unterdeck zu öffnen, da die Gefahr einer Überflutung groß war. Weiterhin brachen die Stengen, was die Stabilität seines Schiffes verringerte. Pellew erkannte die Schwierigkeiten seines Gegners, schloss zu dem größeren Schiff auf und begann heftigen Beschuss. Um 18:45 Uhr kam Amazon ebenfalls in Reichweite und die Fregatten schlossen sich zusammen, um das französische Schiff wiederholt zu beschießen. Der Kampf dauerte die ganze Nacht, unterbrochen von kurzen Pausen, in denen die mobileren britischen Schiffe ihre Kampfschäden außerhalb der Reichweite von Lacrosses Kanonen reparierten.
Am 14. Januar um 04:20 Uhr sahen die Wachen aller drei Schiffe Wellen, die unmittelbar nach Osten brachen. Um der starken Brandung zu entkommen, wandte sich Indefatigable nach Norden und Amazon nach Süden, während die angeschlagene Droits de l'Homme zu keinem Manöver mehr in der Lage war und direkt auf eine Sandbank in der Nähe der Stadt Plozévet lief, wobei sie von der Kraft der Wellen buchstäblich auf diese geschleudert wurde. Auch die Amazon war schwer beschädigt, allerdings in einer geschützteren Position, die es der Fregatte ermöglichte, nicht zu kentern. Das einzige Schiff, das davon kam, war die Indefatigable, die in der Lage war, die Felsen vor Penmarch zu umrunden und die offene See zu erreichen. Während Reynolds Flöße bauen ließ, um seine Männer sicher ans Ufer zu bringen, konnten die französischen Offiziere auf der Droits de l’Homme ihre Boote nicht zu Wasser lassen, da ihre exponierte Lage in der starken Brandung jeden Versuch, das Ufer zu erreichen, zunichtemachte, worauf Hunderte von Männern ertranken. Die Verluste an Bord des Wracks nahmen zu, als der Sturm anhielt, das Heck des Schiffes aufbrach und das Innere überflutete. Am Morgen des 15. Januar erreichte eine Gruppe von Gefangenen der Cumberland in einem kleinen Boot die Küste, doch weitere Versuche scheiterten und erst am 17. Januar beruhigte sich die See so weit, dass das kleine Marineschiff Arrogante sich dem Wrack nähern und die übriggebliebenen 290 Überlebenden in Sicherheit bringen konnte.

## Nachwirkungen
Der französische Versuch, in Irland zu landen, war völlig gescheitert. Mit Ausnahme einer Handvoll Kriegsgefangener war es keinem französischen Soldaten gelungen, Irland zu betreten, obwohl einige Schiffe fast zwei Wochen vor der Küste geblieben waren. Zwölf Schiffe gingen verloren und über zweitausend Soldaten und Matrosen ertranken. Die Invasion wurde abgebrochen, Hoche und seine verbliebenen Männer wurden zur Armee zurückversetzt, um in Deutschland zu dienen. Der General starb neun Monate später eines natürlichen Todes. Die französische Marine wurde in der Folge einerseits dafür kritisiert, dass sie das Expeditionskorps nicht anlanden konnte, andererseits wurde sie auch dafür gelobt, dass sie Irland erfolgreich erreichte und zurückkehrte, ohne auf den Hauptteil der britischen Flotte gestoßen zu sein. Dieser Erfolg ermutigte zu weiteren Invasionsversuchen, darunter einer Landung bei Fishguard in Wales im Februar 1797 und einer zweiten Invasion in Irland Mitte 1798.
In Großbritannien wurde die Reaktion der Royal Navy auf die französische Unternehmung heftig kritisiert. Beide Flotten, die die Invasionsflotte abfangen sollten, waren gescheitert. Die einzigen Verluste, die den Franzosen zugefügt wurden, kamen von dem kleinen Cork-Geschwader und Pellews unabhängigen Fregatten. White wurde für seine Dienste an Land mit dem Titel Earl of Bantry belohnt. Auf See wurde Colpoys als Kommandeur der Blockade von Brest durch Konteradmiral Sir Roger Curtis ersetzt, und im Februar und März wurden umfangreiche Einsätze im Golf von Biskaya durchgeführt, um weitere französische Operationen zu verhindern. Darüber hinaus wurden auch Verstärkungen an die Flotte vor Cadiz unter Vizeadmiral John Jervis geschickt, der am 14. Februar die Schlacht am Kap St. Vincent gewonnen hatte. Diese ausgedehnten Einsätze waren bei den regulären Seeleuten unpopulär und im April brach die Spithead-Meuterei aus, die die Kanalflotte zunächst lahmlegte. Die Franzosen, die sich immer noch von ihren Verlusten im Winterfeldzug erholten, konnten allerdings ebenfalls nicht reagieren.
In Irland sorgte das Scheitern der französischen Expeditionstruppen für große Frustration: Wolfe Tone, der sich während der gesamten Reise an Bord der Indomptable befunden hatte, berichtete, dass er das Gefühl hatte, er hätte beide Seiten der Bucht mit beiden Händen berühren können. Tone verschob den Aufstand und sammelte weiterhin Unterstützung in Europa, indem er in den Niederlanden eine Flotte für einen Invasionsversuch aufstellte, die in der Seeschlacht bei Camperduin allerdings vernichtet wurde. Im Mai 1798 verhaftete ein britisches Kommando die Anführer der United Irishmen in Irland und provozierte die Irische Rebellion von 1798. Als es den Franzosen im August gelang, eine kleine Streitmacht zusammenzustellen und Irland zu erreichen, war der Aufstand fast vorbei und die schwächelnde französische Armee unter der Führung von Jean Humbert kapitulierte im September in der Schlacht von Ballinamuck. Ein anschließender Invasionsversuch im darauffolgenden Monat scheiterte ebenfalls, als das Invasionsgeschwader in der Seeschlacht bei Tory Island abgefangen und besiegt wurde. Wolfe Tone selbst wurde bei der Aktion vor Tory Island gefangen genommen und beging im Gefängnis Selbstmord. Sein Tod, verbunden mit einer militärischen Niederlage und Repressalien gegen die irischen Rebellen, beendete sowohl die Society of United Irishmen als auch die französischen Invasionspläne.

## Anmerkung zu den Truppenstärken
Die Quellen variieren hinsichtlich der genauen Anzahl der französischen Truppen, die schließlich am Feldzug teilnahmen. Pakenham gibt 12.000 an, Clowes, James, Woodman und Henderson schlagen 18.000 vor (hierbei gibt James Schätzungen zwischen 16.200 und 25.000 an), während Regan und Come ungefähr 20.000 angeben. Come merkt hier noch an, dass es sich um Truppen von geringer Qualität gehandelt habe.